# Моя жизнь во Христе

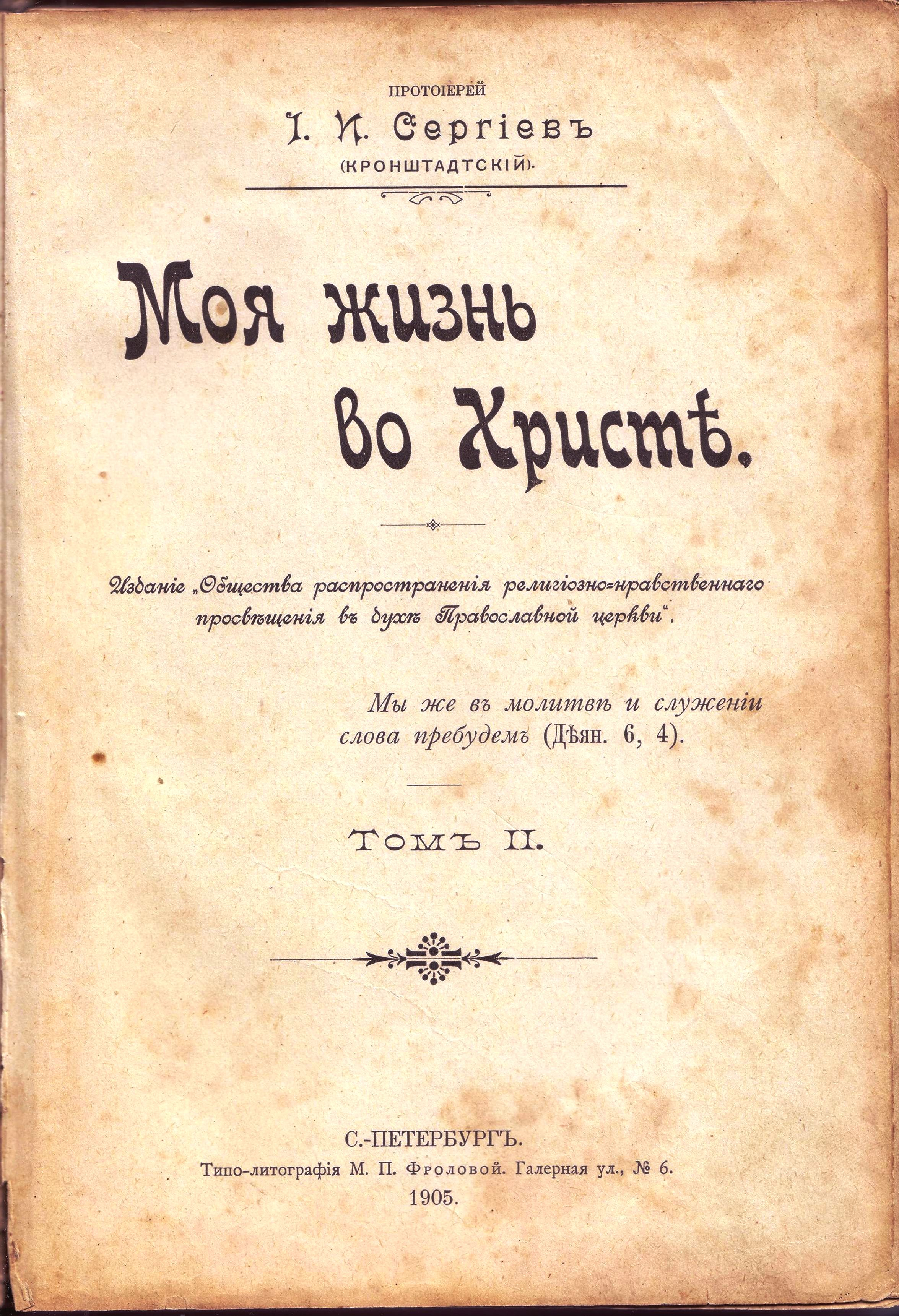
«Моя жизнь во Христе». Титульный лист СПб издания 1905 года

«Моя жизнь во Христе или Минуты духовного трезвения и созерцания, благоговейного чувства, душевного исправления и покоя в Боге» — главное произведение Иоанна Кронштадтского, опубликованное в 1894 году. Состоит из двух томов. Черновые работы над книгой относятся к 1863 году

## Содержание
Иоанн определяет Бога как «зиждительную, живую и животворящую Мысль» (1:5) и «Само-Живот» (1:112). Наибольшую опасность представляют христиане, которые «только по одному имени», «а по делам совершенные язычники» (1:15). Из-за них, из-за их «равнодушных молитв» и «сердечной холодности», по мысли Иоанна, может «помереть для нас христианство со всеми его таинствами». Для недопущения этого следует «возгревать в сердце теплоты веры» через «войну духовную» (1:20), изгнание «черных кротов» своих страстей (1:99) и практику Иисусовой молитвы (1:158). Также он принятие Христа-«Жизнодавца» описывает как «мысленное вдыхание в сердце» (1:52). Однако грешные люди лучше принимают Бога посредством «злострадания и горьких слез» (1:68), хотя «раздражительность» и «безумная ярость» все же является действием «диявола» (1:86). Интересно отметить, что Иоанн Кронштадтский рекомендовал не «людям не показывай всех своих нечистот», чтобы не заражать их своим внутренним злом (1:139).
Характеризуя современность, Иоанн замечает, что «языческая древняя письменность» была лучше и чище современной литературы «народов христианских» (2:907). Современные христиане не только холодны в молитве, но и перестали обращаться к Библии, все более и более проникаясь «духом мира», то есть духом газет, журналов и светских писателей (2:908). Особую критику Иоанн Кронштадтский направляет против театра, поскольку его посещение отвращает людей от церкви (2:997).
Несмотря на то, что Иоанн использовал в своей книге для сравнений такие современные термины как инфузория, дагерротип (1:123), телеграф, сотворение мира он относил к 5508 г. до н. э. (2:1615)